# 우치다 아야
우치다 아야(일본어: 内田 彩 うちだ あや[*], 1986년 7월 23일 ~ )는 일본의 군마현 출신의 성우 겸 가수이다.
아크로스 엔터테인먼트 소속이며 2008년에 데뷔하였다.
주요 출연작으로는 《러브 라이브!》의 미나미 코토리 역이나 《아이마이미》의 마이 역이 있다. 애칭은 웃치.

## 경력
- 고교졸업 후에 요요기 애니메이션 학원에 들어가 연기의 길에 들어선다. JTB 엔터테인먼트 제1기생.
- 2008년, JTB 엔터테인먼트 아카데미 재적 중에 TV 애니메이션 《오뎅군》에서 단역 성우로 데뷔한다.
- 2009년 1월, 《하늘을 올려다 본 소녀의 눈동자에 비친 세계》에서 첫 정규 조연을 맡는다. 그 해 10월에는 《키디 걸랜드》에서 TV 애니메이션 첫 주연을 담당한다.
- 2012년 애니멜로 서머 라이브 2012 -INFINITY∞-에 러브 라이브!의 μ's(뮤즈)로서 출연한다.
- 2013년 7월 21일, 〈우치다 아야 Birthday Party♪〉라는 생일 이벤트를 개최하였다. 티켓 예매가 며칠 만에 매진되고 추가 요청이 많아 추가 공연도 열렸다.
- 2014년 6월 1일에 열린 @JAM 애니송 DAY에서 자신 명의의 신곡 〈애플민트〉와 〈Breezin'〉을 처음으로 선보여 솔로활동을 본격적으로 시작한다.
- 2014년 11월 12일, 군마현 《군마관광특사》로 위촉된다.
- 2014년 11월 12일, CD 앨범 〈애플민트〉 발매로 가수 데뷔한다.

## 인물
성우를 결심한 계기는, 어릴 적 《미소녀전사 세일러문》을 좋아해서 세일러문이 되고 싶어서였다. 또 책을 좋아하고, 중학생 시절에 성우라는 직업을 알고 '이야기 속에 들어가는 멋진 일이다'라고 생각하여, 성우에 관해 알아보며 성우가 되고 싶은 마음이 강해졌다고 한다.
영향을 받은 성우로서, 양성소 시절부터 친분이 있는 오가타 메구미를, 동경하는 성우로서 오오타니 이쿠에를 각각 꼽는다. 2009년에 《키디 걸랜드》의 주역인 아스쿨 역에 결정되었다는 발표를 듣고, 기쁜 소식을 당시 강사였던 오가타에게 전하였다.
술에 강한 편으로, 좋아하는 술은 맥주와 적포도주이다.
취미, 특기는 종이학, 과자 만들기, 소품 만들기, 욕실 상품 수집. 과자 만들기는 애플파이나 가토 쇼콜라, 데코레이션 롤케이크 등 여러 가지를 만든다.
자격은 보통운전면허를 가지고 있다.
집에 키키라는 이름의 고양이를 키우고 있다.
인터뷰에서 사이좋은 성우는 누구냐는 질문에 친구를 만드는 게 서툴러서 그다지 없지만 《비비드레드 오퍼레이션》에서 같이 연기한 무라카와 리에를 좋아한다고 답하였다.
자신의 니코나마 방송 〈성우 그랑프리〉에서 무라카와를 게스트로 불렀다.

## 출연작

### TV 애니메이션
2008년
- 오뎅군 (여자아이, OL, 란쨩)
- 장난스런 Kiss (여학생, 참례객 B, 공항 손님 A)

2009년
- 미라클☆트레인 ~오오에도에 어서오세요~ (치나츠)
- 스즈미야 하루히의 우울 (어린아이)
- 키디 걸랜드 (아스쿨)
- 하늘을 올려다보는 소녀의 눈동자에 비친 세계 (히나타 치카라)

2010년
- 꿈빛 파티시엘 (하야미 에리카)
- 세기말 오컬트 학원 (아이돌)
- 시마지로 헤소카 (오지기소)
- 쓰리몬 (카토 마유미, 아카바네, 쇼난)

2011년
- Rio RainbowGate! (엘 아담스, 일 아담스)
- 돌아가는 펭드럼 (아이)
- 쓰리몬 증량중! (카토 마유미)
- 유루유리 (후루타니 카에데)
- 프리징 (티시 페닐)

2012년
- 그래서 나는, H할 수 없다. (우르스)
- 레고 닌쟈고 ~스핀스킬 배틀의 명수~ (냐)
- 리코더와 란도셀 도♪ (히나쨩)
- 리코더와 란도셀 레♪ (히나쨩, 여학생 C)
- 우주전함 야마토 2199 (미사키 유리아)
- 유루유리♪♪ (후루타니 카에데)
- 치토세 겟츄!! (치토세 엄마)

2013년
- 러브 라이브! (미나미 코토리)
- 비비드레드 오퍼레이션 (시노미야 히마와리)
- 아이마이미 (마이)

2014년
- Z/X IGNITION (리겔)
- 러브라이브! 2기 (미나미 코토리)
- 아이마이미 ~망상 카타스트로프~ (마이)
- 트리니티 세븐 (칸나즈키 아린)

2015년
- 숲의요정 페어리루:마법의 문 - 해바라기

### OVA
2010년
- 타마유라 (여자아이)

2011년
- Baby Princess 3D 파라다이스 0 (호타루)

### 극장판 애니메이션
2009년
- 천상인과 악토인 최후의 싸움 (히다카 치카라)

2012년
- 스트라이크 위치스 극장판 (핫토리 시즈카)

2015년
- 러브라이브 The School idol movie (미나미 코토리)

### 게임
2008년
- 막말연화 신선조 DS (코이즈미 게이샤, 어린아이, 상점의 여자, 게이코)

2011년
- 데드 엔드 Orchestral Manoeuvres in the Dead End (헨젤)

2012년
- 신님과 운명 혁명의 패러독스

2013년
- 러브라이브! 스쿨 아이돌 페스티벌 (미나미 코토리)
- 하얀 고양이 프로젝트 (에시리아)

2014년
- 러브라이브! 스쿨 아이돌 파라다이스 (미나미 코토리)

2017년
- 나선의 경계 (페카)

### 영화
2009년
- 극장판 칸나씨 대성공입니다! (공장의 선배, 여중생)

2015년
- 극장판 러브라이브 스쿨아이돌 무비! (미나미 코토리)

### 라디오
- 우치다 아야의 채색 팔레트
- 러브라이부(部)! 니코나마 과외활동 ~코토호노마키~
- 우치다 아야의 정오의 홈룸
- 우치다 씨와 아사쿠라 씨

## 음반

### 앨범
2014년 11월 12일 발매된 1st 앨범 〈애플민트〉
- 총 11곡 수록.
2015년 7월 22일 발매된 2nd 앨범 〈Blooming!〉
- 총 11곡 수록.
2016년 2월 10일 발매된 컨샙 앨범 <Bitter Kiss> , <Sweet Tears> - 각 6곡씩 수록.
2016년 11월 30일 발매된 1st 싱글 <SUMILE SMILE> - 총 2곡 수록.
2017년 9월 13일 발매된 3rd 앨범 <ICECREAM GIRL> - 총 12곡 수록.